# Emma Mahner-Mons
Emma Mahner-Mons (* 16. Mai 1879 in Erlenbach bei Dahn; † 19. März 1965 in Donaueschingen), Pseudonyme Emma Nuss und verschiedentlich Emmerich Nuss, war eine Autorin des 20. Jahrhunderts. Ihr Genre war der Trivial-Roman.

## Leben und Werk
Emma Mahner-Mons kam als junge Frau nach Berlin. Dort heiratete sie den unter dem Decknamen Hans Possendorf schreibenden Schriftsteller Hans Mahner-Mons. Das Paar wohnte in der Meerscheidstraße im Westend. Berlin hat die Autorin nie losgelassen. In ihrem Nachlass fanden sich viele Jahrgänge Berliner Zeitungen und Illustrierten. Die sozio-kulturelle Szenerie rund um den Tauentzien – eine heute versunkene Welt zwischen Wittenbergplatz und Gedächtniskirche – interessierte sie vor allem. Eng befreundet war das Ehepaar mit der Familie des Komponisten Hans Pfitzner in Unterschondorf am Ammersee. Mit der gleichaltrigen Maria („Mimi“) Pfitzner, geborene Kwast korrespondierte Emma Mahner-Mons, während Ehemann Hans den Musiker bei den Textvorlagen für seine Bühnenwerke beriet. Emma Mahner-Mons war wie ihr Mann Mitglied der Reichsschrifttumskammer.
Nach der Scheidung zog Emma Mahner-Mons nach Berlin-Lichterfelde. Ende der 1940er Jahre verließ sie Berlin und ließ sich in Donaueschingen nieder. Dort lebte und wirkte sie mit ihrem Adoptivsohn und Verleger Andreas Rohrbacher bis zu ihrem Tod 1965. Rohrbacher gab ihre Stücke Schwarzarbeiter, Mutter und das Lustspiel Um ein Hundejahr in seinem in Berlin, Leipzig und später in Donaueschingen ansässigen Verlag heraus und verlegte ihre Lustspiele Das Ferienkind und Dissonanzen.

## Literarische Werke und ihre Rezeption
Hugo Siefert ordnet ihren literarischen Stil irgendwo im „Planquadrat zwischen Hedwig Courths-Mahler, E. Marlitt, Agnes Sapper und Marie Louise Fischer“ ein. Ihre Werke, „mit denen sie …einen Zugang zu vielen lesenden empfindsamen Seelen zu schaffen verstand“, enthalten allgemein „viel sprachliches Etepetete, manches Klischee“.
1914 veröffentlichte sie unter dem Pseudonym „Emma Nuss“ ihren ersten Roman Aus dem Tagebuch eines Tauentzien-Girls, ein fiktiver Tagebuchroman, den sie absichtsvoll frivol „Den blinden Müttern von Berlin und ihren zukünftigen Schwiegersöhnen“ widmete. Als das Buch im Frühjahr 1914 im Charlottenburger Verlag von Paul Baumann erschien, wurde es sofort zum Bestseller, 10.000 Exemplare waren rasch verkauft. Noch im selben Jahr erschien die zweite Auflage. Mit dieser Veröffentlichung offenbarte sich eine Autorin, „die seinerzeit sehr genau die Empfindungen und Wünsche junger Mädchen traf“, jene der kunstsinnigen erotisch bedürftigen Leserschaft zumal. Es schien, dass die Autorin mit der Frivolität kokettierte, der den Tauentzien-Mädchen vorauseilte – nämlich, dass es sich bei den „Girls“ um Prostituierte handelte.
Die Protagonistin Litta, ein vierzehnjähriger „Backfisch“ aus gutem Hause, verkörpert einen neuen, souveränen und selbstbewussten Mädchentyp, der heimlich über die Stränge schlägt und in der verführerischen Eleganz des neuen Halbwelt-Boulevards schwelgt. „Litta geht tanzen und ins Kino, flirtet mit Studenten, lässt sich ins Café einladen und steht zwielichtigen Künstlern Modell. ‚Komme eben von Ostermann. Der Mensch muss verrückt sein … Bittet, fleht wie ein Bettler … ihm bei dem neuen Bilde so Modell zu stehen, wie er es wünschte … gänzlich unbekleidet!!‘“
„Die Lektüre (…) ist heute vor allem amüsant, weil [sie] die kleinen Lügen und großen Ängste vor elterlicher Entdeckung ganz und gar zeitlos erscheinen (lässt).“ Die Neuauflage, 2018 beim Verlag Walde + Graf erschienen, traf auf Widerhall. Rezensionen bzw. Erwähnungen sind u. a. in der FAZ („Der Ton ist so direkt und unverblümt, dass er sich anfühlt wie ein frischer Wind, der durch die Seiten fegt - ein Wind, dem hundertfünf Jahre nichts anhaben konnten.“), der B.Z. und der TAZ zu finden.
Nach 1925 setzte sie ihre schriftstellerische Aktivität fort; es begann die produktivste Zeit der Autorin. Kürschners Deutscher Literatur-Kalender von 1963 listet 13 Romane, Novellen und Lustspiele zwischen 1926 und 1951 auf, von denen zwei auch als Hörspiele bearbeitet sind. Zwei ihrer Werke erschienen in den 1950er Jahren bei „Lore-Romane“ („Der Roman für frohe Lesestunden“), darunter die Nr. 259, Erstes Haus am Kontinent (angekündigt als „Ein packender Schicksalsroman von Emma Nuß“) und Nr. 283, Denk an dein Ziel, Yella.
Letzterer erzählt von dem armen Flüchtlingsmädchen Yella, die hart in einem großen Schweizer Nobelhotel arbeitet, um ihre Familie zu unterstützen. Auf einer Antiquariats-Website ist beim Artikel folgender Zusatz zu finden: „Zum Geleit“ des 1951 im Verlag Dr. Hans Riegler, Stuttgart erschienenen Romans vermerkt die Autorin selbst: „Dieser kleine Romanband möge der Schweiz den Dank für die reiche Hilfe, die sie in schwerer Zeit dem durch Hunger und Elend verzweiflungsnahen Volke geboten hat, zum Ausdruck bringen.“ Immerhin, so führt Hugo Siefert aus, lasse dieses Werk die „reale Welt nicht ganz außer Acht“ und suche „nicht eine öde Gegenwart aufzuhübschen“.

## Werke
- Tagebuch eines Tauentzien-Girls. Charlottenburger Verlag, Berlin 1914. Neuausgabe, Walde & Graf, Berlin 2019, ISBN 3-946896-34-0.
- Christine Berthold, Roman 1926.
- Der Scherenschleifer von Paramaribo, Novelle, 1927.
- Die Ehre der kleinen Denise, Novelle, 1928.
- Entwurzelt, „Bergroman“, 1928.
- Die Töchter des Abenteurers, Roman, 1930.
- Erstes Haus am Kontinent, Roman, 1931.
- Kamerad Manja, Roman, 1933.
- Stadtväter. Eine Korruptionsgeschichte, Roman, 1933. (1953 verfügte das Ministerium für Volksbildung der DDR die ‚Aussonderung‘ des Werks)[13].
- Schwarzarbeiter, Schauspiel, 1934.
- Um ein Hundejahr, Schauspiel, 1936.
- Mutter, Schauspiel, 1937. (Uraufführung am Stadttheater Guben, 21. Januar (desselben Jahres?))
- Das Ferienkind, Schauspiel, 1937.
- Dissonanzen, Schauspiel, 1943 (unter dem Pseudonym Emmerich Nuss).
- Denk an dein Ziel, Yella. Roman. Verlag Riegler, Stuttgart 1951.